# FK Bajkal Irkutsk
Futbolnyj klub Bajkal Irkutsk (rusky: Футбольный клуб «Байкал» Иркутск) byl ruský fotbalový klub sídlící ve městě Irkutsk v Irkutské oblasti. Založen byl v roce 2009 po zániku Zvezdy Irkutsk. Zanikl v roce 2016. Klubové barvy byly modrá a bílá.
Své domácí zápasy odehrával na stadionu Trud s kapacitou 17 800 diváků.

## Historické názvy
Zdroj: 
- 2009 – FK Radian-Bajkal Irkutsk (Futbolnyj klub Radian-Bajkal Irkutsk)
- 2012 – FK Bajkal Irkutsk (Futbolnyj klub Bajkal Irkutsk)
- 2016 – zánik

## Umístění v jednotlivých sezonách
Zdroj: 
Legenda: Z - zápasy, V - výhry, R - remízy, P - porážky, VG - vstřelené góly, OG - obdržené góly, +/- - rozdíl skóre, B - body, červené podbarvení - sestup, zelené podbarvení - postup, fialové podbarvení - reorganizace, změna skupiny či soutěže
| Rusko (2009 – 2016) |                                |        |    |    |    |    |    |    |     |     |        |
| Sezóny              | Liga                           | Úroveň | Z  | V  | R  | P  | VG | OG | B   | +/- | Pozice |
| 2009                | KFK - zona Sibiř, Vysšaja liga | 4      | 18 | 12 | 4  | 2  | 50 | 23 | +27 | 40  | 2.     |
| 2010                | Vtoroj divizion - zona Vostok  | 3      | 30 | 17 | 5  | 8  | 56 | 43 | +13 | 56  | 2.     |
| 2011/12             | PFL - zona Vostok              | 3      | 36 | 13 | 13 | 10 | 42 | 37 | +5  | 52  | 7.     |
| 2012/13             | PFL - zona Vostok              | 3      | 30 | 8  | 4  | 18 | 36 | 61 | -25 | 28  | 8.     |
| 2013/14             | PFL - zona Vostok              | 3      | 24 | 9  | 9  | 6  | 31 | 20 | +11 | 36  | 5.     |
| 2014/15             | PFL - zona Vostok              | 3      | 24 | 11 | 11 | 2  | 37 | 18 | +19 | 44  | 1.     |
| 2015/16             | FNL                            | 2      | 38 | 8  | 2  | 28 | 29 | 73 | -44 | 26  | 19.    |